# Black Rose
Black Rose — семнадцатый студийный альбом американской певицы и актрисы Шер и первый альбом её группы Black Rose, выпущенный в 21-го августа 1980 на лейбле Casablanca Records. В отличие от двух предыдущих альбомов Шер (особенно Take Me Home) альбом был коммерчески провальным с продажами около 400 тыс. копий в мире.

## Об альбоме
К 1980-му диско-музыка теряет популярность, в моду входят панк и new wave. В 1980-м Шер и её парень — гитарист Les Dudek — создают группу под названием Black Rose.
Ещё до заключения контракта с Casablanca Records, группа была независимой рок-группой и выступала в небольших клубах Лос-Анджелеса и окрестностей, пытаясь завоевать внимание публики без известности Шер. В конце концов Шер становится солисткой группы, другими же участниками были Les Dudek, Gary Ferguson, Michael Finnigan, Warren Ham, Rocket Ritchotte и Trey Thompson. Альбом Black Rose стал последним для Шер на лейбле Casablanca Records, продюсером диска был Джеймс Ньютон Ховард. Её имя не изображалось на обложке альбома и её лицо было представлено лишь на снимке группы на обратной стороне лонгплея.
В 1980-м Шер говорила о группе и своём новом образе: «Мы были предвестниками определённого типа музыки, определённого типа одежды и прочего дерьма. Но было тяжело бороться с моим образом в блестящем платье с обложки National Enquirer. Люди забывают, что джинсов-клёш не было до того, как я стала их носить».
Этот альбом стал первой работой Шер с рок-звучанием, которое характеризует её последующие работы на Geffen Records. Альбом был провальным и многие фанаты Шер не признали его. После коммерческих неудач группа распалась уже в следующем году. Этот период остаётся одним из самых неизвестных и неизученных этапов карьеры Шер. Фактически, во многих биографиях эта эра либо не рассматривается, либо просто упоминается.
В 1999 году в Германии Spectrum Records переиздали альбом на компакт-диске. На обложке CD изображена Шер, поющая на концерте, и альбом подписан как альбом Шер, а не группы Black Rose.

## Второй альбом
Были также слухи о следующем альбоме группы, записанном в промежутке между 1980-м и 1981-м. Некоторые песни с него были спеты во время мини-тура The Black Rose Show, в том числе «Ain’t Got No Money» и «Dirty Old Man». Этот проект, однако, был отменён. Песня «Don’t Trust That Woman», написанная Шер и Les Dudek, создавалась для альбома, однако, была отклонена. Dudek позже записал песню для своего альбома, а после песню записал сэр Элтон Джон.

## Промо и турне
В рамках промокампании диска группа посетила шоу The Tonight Show Starring Johnny Carson, где они исполнили «Never Should’ve Started» и «Julie», однако, под фонограмму. Также они появились на The Midnight Special и спели вживую «Never Should’ve Started», «Julie», «You Know It» и «Ain’t Got No Money». Также они посещали шоу The Merv Griffin Show.
Для поддержки продаж Шер и группа отправились в мини-тур The Black Rose Show по Северной Америке. Они исполняли «Never Should’ve Started», «Julie», «You Know It», «Ain’t Got No Money», небольшую интродукцию группы и «Dirty Old Man». Они также выступали на разогреве группы Hall & Oates. Костюмы группы были разработаны Бобом Маки.

## Отзывы критиков
Рецензии были достаточно смешанными, критики подвергали сомнению правдоподобность Шер и сравнивали Black Rose с другими «new wave» группами, особенно с Blondie. Журнал Billboard оценил альбом так: «он формирует стиль new wave, который соответствует рок-звучанию, с которым ассоциируются главные члены группы… Особенно радует вокал Шер в альбоме, он эмоциональный и полон жизни на диске». Журнал People отозвался менее положительно: "дрожащий и сверхвычурный вокал Шер на лонгплее нуждается в помощи, и она получает на диске значительно больше внимания, чем заслуживает. Альбом мог бы быть лучше, если бы был перезаписан «группой без певца».

## Список композиций
| №  | Название                  | Автор(ы)                                                       | Длительность |
| -- | ------------------------- | -------------------------------------------------------------- | ------------ |
| 1. | «Never Should've Started» | David Foster, David Paich, James Newton Howard, Valerie Carter | 4:14         |
| 2. | «Julie»                   | Bernie Taupin, Mike Chapman                                    | 3:21         |
| 3. | «Take It From the Boys»   | Carole Bayer Sager, Bruce Roberts                              | 4:59         |
| 4. | «We All Fly Home»         | John Vastano, Vince Poncia                                     | 3:56         |
| 5. | «88 Degrees»              | Phil Brown                                                     | 5:57         |
| 6. | «You Know It»             | Les Dudek                                                      | 3:20         |
| 7. | «Young and Pretty»        | Allee Willis, Richard M. Gerstein                              | 4:03         |
| 8. | «Fast Company»            | Fred Mollin, Larry Mollin                                      | 3:47         |

## Над альбомом работали
| - Cher — вокал, солистка - Les Dudek — гитара,автор, вокал - Ron «Rocket» Ritchotte — гитара, бэк-вокал - Phil Brown — автор, гитара на «88 Degrees» - Mike Finnigan — клавишные, бэк-вокал - James Newton Howard — продюсер, автор, клавишные, синтезатор - Michael Boddicker — клавишные, синтезатор - Steve Porcaro — клавишные, синтезатор - David Paich — клавишные, автор, бэк-вокал - Trey Thompson — bass - Gary Ferguson — ударные - Max Gronenthal — бэк-вокал - Warren Ham — бэк-вокал | - John Townsend — бэк-вокал - Anne Streer — координатор проекта - Mick Mizausky — инженер - Tom Knox — инженер - Dana Latham — инженер - Bob Schaper — инженер - Skip Sailor — ассистент инженера - Gene Meros — ассистент инженера - Terry Christian — ассистент инженера - Bill Schnee — микширование - Mike Reese — сведение треков - Kosh — оформление диска - Aaron Rapoport — фото |